# SIKON ISAF 10
SIKON ISAF 10 je bil deseti kontingent Slovenske vojske, ki je deloval v sklopu ISAFa v Afganistanu. Kontingent je bil nastanjen v bazi Arena v Heratu.
Kontingent je deloval v Afganistanu med avgustom 2008 in februarjem 2009; zamenjal ga je SIKON ISAF 11.

## Zgodovina
27. avgusta 2008 je potekala primopredaja med predhodnim kontingentom in SIKON 10 ISAF. 18. oktobra je bilo vozilo Valuk s 8 slovenskimi vojaki udeleženo v samomorilski napad na konvoj več vozil ISAF v okolici Herata. Vozilo in vojaki so ostali nepoškodovani, medtem ko je nekaj zavezniških vojakov utrpelo poškodbe.

## Organizacija
Kontingent je obsegal 66 vojakov.